# Aguas Cándidas
Aguas Cándidas è un comune spagnolo di 56 abitanti situato nella comunità autonoma di Castiglia e León.

## Località
Il comune comprende le seguenti località:
- Aguas Cándidas (capoluogo)
- Quintanaopio
- Río Quintanilla